# Leïla Marouane
Leïla Marouane (sinh năm 1960, ở Djerba, Tunisie) là một   Nhà báo và nhà văn sáng tạo người Pháp gốc Algérie. Leïla Marouane là một bút danh,   tên đầy đủ của cô ấy là   Cơ điện tử Leyla Zineb. Cô là một tác giả của tiểu thuyết và tiểu thuyết ngắn đã nhận được một số giải thưởng trong cộng đồng văn học Pháp.

## Tiểu sử
Leyla Z. Mechentel sinh năm 1960 tại   Djerba, Tunisia, đến một gia đình sống lưu vong. Gia đình chuyển đến Biskra và họ sống ở đó cho đến khi cô lên sáu, khi họ chuyển đến   Algier. Cô sống ở đó cho đến khi bị lưu đày từ Algeria đến Paris năm 1991.
Cô trở thành một nhà báo sau khi trường đại học của cô bị gián đoạn ở Algiers, làm việc cho   Chân trời và El Watan. Cô ấy sau đó đã viết   cho   Politis và Jeune Afrique, cũng như báo chí tiếng Đức. Năm 1995, cô theo học Đại học Paris 8 để hoàn thành việc học. Ở đó, cô đã hoàn thành một văn bằng sáng tạo, dưới tiểu thuyết gia Paul Fournel. Cuốn tiểu thuyết đầu tay của cô, La fille de la Casbah (tiếng Anh Con gái của Kasbah)  , được xuất bản bởi Éditions Julliard vào năm 1996.   Kể từ đó, cô đã xuất bản một số tiểu thuyết. Cuốn tiểu thuyết đầu tiên của cô được dịch hoặc xuất bản bằng tiếng Anh là 1.998 cô Ravisseur, dịch sang tiếng Anh là "The Abductor".
Cô cũng là người sáng lập của La Boutique (est. 1996), một tổ chức tập trung viết sáng tạo nhằm thúc đẩy việc viết tiếng Pháp.

## Tác phẩm văn học
- 1996: La Fille de la casbah (tiểu thuyết, được xuất bản bởi Julliard)
- 1998: Ravisseur (bằng tiếng Anh, tiểu thuyết Kẻ bắt cóc [2], được xuất bản bởi Julliard)
- 2001: Le Châtiment des hypocites (tiểu thuyết, được xuất bản bởi Le Seuil)
- 2003: Cuộc sống của người Do Thái   (Tuyển tập truyện ngắn Fayard)
- 2004: Les Criquelins; suivi de Le sourire de la Joconde (novella, được xuất bản bởi Fayard)
- 2005: La Jeune Fille et la Mère (tiểu thuyết, được xuất bản bởi Le Seuil)
- 2007: La Vie sexuelle d'un islamiste à Paris (bằng tiếng Anh, Cuộc đời tình dục của một người Hồi giáo ở Paris, [1] tiểu thuyết, xuất bản bởi Albin Michel)
- 2009: Le Papier, l'encre et la braise (chuyên khảo xã hội học)
- 2009: Nouvelles Keyboardlgérie (tuyển tập truyện ngắn, được xuất bản bởi Magellan trong octobre 2009)
- 2012: ALGERIES 50 (bộ sưu tập ngắn của Éditions Magellan, 2012)

## Giải thưởng
- Giải thưởng Jean-Claude Izzo, 2006
- Prix des écrivains de langue française, 2006
- Giải thưởng Gironde, 2001
- Giải thưởng de la Société des gens de lettres, 2001
- Prix du roman français à New York, 2002
- Liberaturpreis, 2004
- Người tạo ra hòa bình (Unesco), 2000
- Narrativa Donna, 2004